# Båtsfjord
Båtsfjord, qui signifie le fjord des bateaux, est un port norvégien, escale de l'Hurtigruten, situé au Nord-Est du pays (comté de Troms og Finnmark), au-delà du cap Nord dans le trajet de l'express côtier entre Bergen et Kirkenes.